# Christoph Gottlob Grundig
Christoph Gottlob Grundig (* 5. September 1707 in Dorfhain; † 9. August 1780 in Freiberg) war ein deutscher evangelischer Theologe, Mineraloge und Publizist.

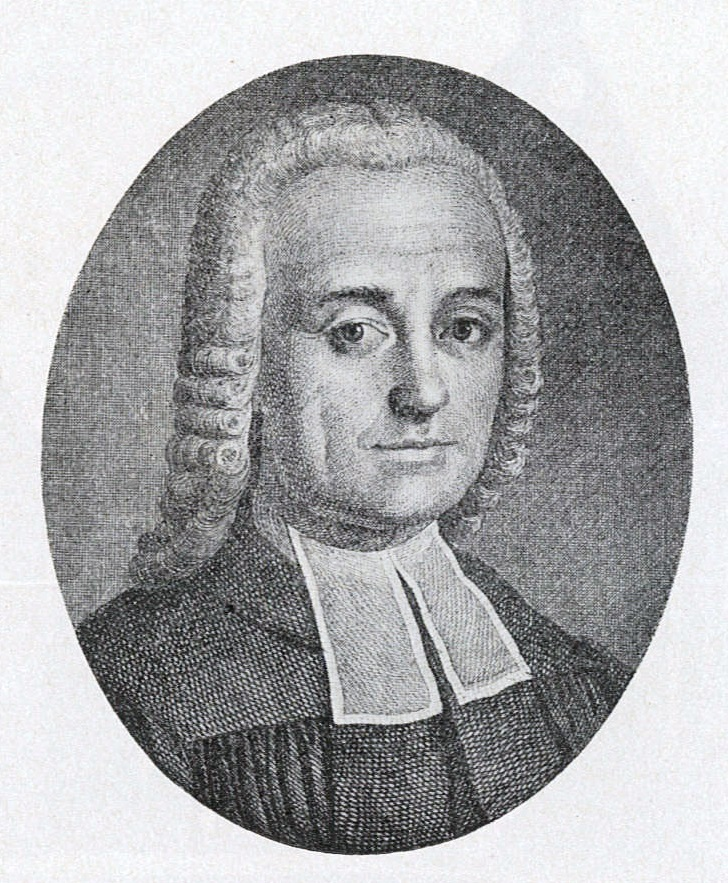
Superintendent in Freiberg von 1759 – 1780

## Leben
Christoph Gottlob Grundig war das dritte von neun Kindern des Dorfhainer Pfarrers Georg Gottlob Grundig und dessen Frau Maria Dorothea, geb. Gerhard. Der Pfarrersohn nahm privaten Hausunterricht und besuchte von 1717 bis 1719 die Kreuzschule in Dresden. In dieser Zeit war dort sein Onkel Johann Zacharias Grundig Kreuzkantor.
Daran schloss sich von 1722 bis 1727 der Besuch des Gymnasiums in Freiberg an. Hier weckte Bergrat Johann Friedrich Henckel Grundigs Interesse für Mineralogie. Von 1728 bis 1731 studierte Grundig an der Universität Leipzig Philosophie, Geschichte, Altertumskunde, Evangelische Theologie und Sprachen.
Nach seinem Studienabschluss als Magister wurde er Privatlehrer in Eisleben bei Familie von Leipziger. Gemeinsam mit dieser Familie zog er 1733 nach Dresden.
1737 erhielt er die Stelle als evangelischer Pfarrer in Hermannsdorf. Hier heiratete er im gleichen Jahr Anna Elisabeth Steinmeyer. Aus der Ehe gingen bis 1748 fünf Kinder hervor.
Ab 1747 publizierte er die Monatszeitschrift Versuche nuetzlicher Sammlungen zur Natur- und Kunstgeschichte sonderlich von Obersachsen.
Besondere Verdienste erwarb sich Grundig mit der Herausgabe seines Historisches kritisches Verzeichniß alter und neuer Schriftsteller von dem Erdboeben (1756). Unter dem Eindruck des Erdbeben von Lissabon 1755 veröffentlichte Grundig die weltweit erste gedruckte seismologische Fachbibliographie.
1749 wurde er Oberpfarrer in Schneeberg und 1758 Pfarrer und Superintendent in Glauchau. Bereits im Folgejahr ging er als Superintendent und Schulinspektor nach Freiberg. Hier unterstützte er 1765 die Gründung der Bergakademie, der ältesten noch bestehenden montanwissenschaftlichen Bildungseinrichtung der Welt.
Christoph Gottlob Grundig starb 1780 in Freiberg. Er wurde im Freiberger Dom St. Marien beigesetzt.
Grundigs Nachlass umfasste eine große Bibliothek sowie eine 3.300 Stück umfassende Mineraliensammlung.

## Werke
- Geschichte und wahre Beschaffenheit derer heutigen Deisten und Freydencker worinne besonders von dem Leben, Schrifften, Nachfolgern und Gegnern des berühmten und gelehrten englischen Lords Edoard Herbert de Cherbury &c als deren Vorgängers und Anführers gehandelt wird. Cöthen: Coernern, 1748 (Digitalisat)
- Geistlicher Bergbau, Schneeberg 1750 (Digitalisat)
- Neue Versuche nützlicher Sammlungen zu Natur- und Kunstgeschichte, sonderlich in Obersachsen, Schneeberg, Altenburg (1746–1765) (slub-dresden/werkansicht)
- Historisches kritisches Verzeichniß alter und neuer Schriftsteller von dem Erdboeben, 1756